# Lea Myren
Lea Mathilde Skar-Myren, född 21 april 2001 i Elverum, är en norsk skådespelerska och fotomodell.
Lea Myren är dotter till forskare Ane-Marthe Skar. Hon blev känd 2013 efter att ha spelat huvudrollen i serien Jenter av Norsk rikskringkasting (NRK).